# Make Way for Willie Nelson
Make Way for Willie Nelson è il quinto album in studio del cantante di musica country statunitense Willie Nelson, pubblicato nel 1967.

## Tracce
Side 1
1. Make Way for a Better Man (Cy Coben)
2. Some Other World (Floyd Tillman)
3. Have I Stayed Away Too Long? (Frank Loesser)
4. Born to Lose (Ted Daffan)
5. Lovin' Lies (Beth Nielsen Chapman, Troy Martin, Pete Pyle)
6. You Made Me Live, Love and Die (Floyd Tillman)

Side 2
1. What Now My Love (Gilbert Bécaud, Pierre Delanoë, Carl Sigman)
2. Teach Me to Forget (Leon Payne)
3. Mansion on the Hill (Fred Rose, Hank Williams)
4. If It's Wrong to Love You (Bonnie Dodd, Charles Mitchell)
5. Have I Told You Lately That I Love You (Scotty Wiseman)
6. One in a Row (Willie Nelson)